# Meggyfalu
Meggyfalu (1899-ig Olsinkó, szlovákul: Oľšinkov) község Szlovákiában, az Eperjesi kerület Mezőlaborci járásában.

## Fekvése
Mezőlaborctól 13 km-re délkeletre, a lengyel határ mellett fekszik.

## Története
1556-ban a falu nem fizetett adót. 1567-ben „Olsinka” néven említik először. A homonnai uradalomhoz tartozott. A 18. századtól a Szirmay és Dernáth családok birtoka. 1715-ben 10 lakatlan és 12 lakott háza volt. 1787-ben 49 házában 293 lakos élt.
A 18. század végén Vályi András így ír róla: „OLYSINKA. Orosz falu Zemplén Várm. földes Ura Rholly Uraság, lakosai ó hitűek, fekszik Viravához, és Világhoz is 1/2 órányira, határja két nyomásbéli, zabot, tavaszi búzát, árpát, tatárkát, és kevés gabonát terem, földgye agyagos, de nem igen hegyes, bikkfával, és zab kenyérrel bővelkedik, piatza Homonnán, legelője elég van.”
1828-ban 36 háza volt 291 lakossal, akik mezőgazdasággal, erdei munkákkal, valamint fenyőolaj, lenolaj készítéssel foglalkoztak.
Fényes Elek 1851-ben kiadott geográfiai szótárában így ír a faluról: „Olsinkó, orosz falu Zemplén vmegyében, Papina fil., 8 rom., 280 görög kath., 7 zsidó lak. 437 hold szántófölddel. F. u. gr. Szirmay. Ut. p. Nagy-Mihály.”
Borovszky Samu monográfiasorozatának Zemplén vármegyét tárgyaló része szerint: „Megyfalu, azelőtt Olsinkó, a gácsi határon fekvő ruthén kisközség, 36 házzal és 272 lakossal, kik görög katholikusok. Postája Virava, távírója és vasúti állomása Koskócz. A homonnai uradalomhoz tartozott s újabbkori birtokosai a Szirmayak, majd a Kolossyak voltak. Most nincs nagyobb birtokosa. A mult század negyvenes éveiben az egész község leégett. Gör. kath. temploma 1776-ban épült.”
1920 előtt Zemplén vármegye Mezőlaborci járásához tartozott.

## Népessége
| Év:            | 1994. | 2004.    | 2014.    | 2024.    |
| -------------- | ----- | -------- | -------- | -------- |
| Emberek száma: | 57    | 34       | 27       | 22       |
| Eltérés:       |       | -40,35 % | -20,58 % | -18,51 % |

| Év:            | 2023. | 2024.   |
| -------------- | ----- | ------- |
| Emberek száma: | 21    | 22      |
| Eltérés:       |       | +4,76 % |

1910-ben 267, túlnyomórészt (92,5% - 247 fő) ruszin lakosa volt, 8 német, 1 magyar és 11 egyéb nemzetiségűvel, azaz egyetlen tót (szlovák) lakos nélkül került Csehszlovákiához.
2001-ben 41 lakosából 16 ruszin, 16 ukrán és 7 szlovák volt.
2011-ben 35 lakosából 16 ruszin, 13 szlovák és 6 ukrán.

## Nevezetességei
Ortodox temploma 1776-ban épült barokk-klasszicista stílusban.